# Strużka (Iwanowice)
Strużka – część wsi Iwanowice w Polsce, położona w województwie wielkopolskim, w powiecie kaliskim, w gminie Szczytniki
W latach 1975–1998 Strużka należała administracyjnie do województwa kaliskiego.